# 終焉的年代記
《終焉的年代記》（終わりのクロニクル）是川上稔於2003年6月至2005年12月撰寫的輕小說作品，由負責繪製插畫，已經完結。由電擊文庫出版，中文版則由台灣角川代理發行。共有7集，分14冊推出。
曾获得這本輕小說真厲害！年度作品排名的2005年第11名，2006年第5名，2007年第7名。曾在2012年出现动画化的愚人节消息。
曾经在第七卷以1091页获得电击文库最厚记录，之后被同作者的境界线上的地平线第二卷的1154页打破。

## 概要
AHEAD Series 終焉的年代記是作者所創造的世界觀都市世界中AHEAD時代所發生的故事，因為每冊的厚度而在輕小說界十分有名，平均達到400頁，最後一冊的第七集更超過1000頁，推出時是日本輕小說史上單本最厚的輕小說，但這個紀錄在2009年7月由同作者所著之境界線上的地平線（境界線上のホライゾン）刷新。

## 故事簡介
故事發生於第二次世界大戰時的另一個黑歷史，發生了從未有過的戰爭，起因為人類發現了於本身這個世界相異的10個物理法则不同的平行世界（G），並因為支撐著各個世界的「概念」，逐漸碰撞消失，因此各個世界（G）為了不讓自己的世界（G）崩毀，發起了一場爭奪「概念」的戰爭，稱為「概念戰爭」，在這場戰爭中能夠獲得最多「概念」的世界（G），能夠避免消失。並且在概念戰爭中我们的世界，“Low - G”獲得胜利的事全部被掩盖了。60年後，某個问题发生了。
而60年後的現在，在這場戰爭中打敗所有其他世界（G）並獲得其「概念」的「Low-G」，因為「負面概念」的活性化加速，導致「Low-G」也即將崩毀，為了迴避「負面概念」所導致的崩毀影響，因此須借助其他10個（G）的「正面概念」的力量。知道概念戰爭的事情，同時也是曾經毀滅其他（10）世界（G）的組織「UCAT」，因此成立了専門部隊名為「全龍交涉部隊」(全竜交渉部隊)與各個世界（G）的殘存者進行交涉。
曾在概念戰爭和交涉中擔任「全龍交涉部隊」領導人的（祖父）"佐山薰"在死前將領導人的職位權利，全部轉讓給孫子（主角）"佐山御言"，讓他接下與各(G)交涉的權利，並獲得統領全龍交涉部隊的機會。
並以祖父自幼教導：「佐山這個姓以惡徒自居！」（佐山の姓は悪役を任ずる）來貫徹交涉的行為。
以此為座右銘，背負起所有的憎恨，開始了60年後的全龍交涉。

## 各Ｇ與概念戰爭
所謂各(G)，是以Low-G和Top-G為中心一定週期盤旋的10個Ｇ世界的總稱。
在地球上有著與我們現在這個世界「Low-G」相異的10個Ｇ世界，而各個世界(G)中都擁有著各自相異 (獨特) 的物理規則（概念）、文化和技術等等，且每隔一定的週期，Low-G和Top-G會有接近並且互相影響各種概念的時候，此時會引起彼此間文化的影響。
後來於Low-G的西元1999年12月25日，全部的Ｇ自弦 (巡迴) 週期重疊，此時想要存活必須獲得最多的「概念」Ｇ才得以保留，其餘皆會滅亡。
因此，各Ｇ之間為了獲得最多的「概念」搶奪其他Ｇ的概念進而發動戰爭、侵略其他世界(G)，這就是『概念戰爭』的起源。

### 1st-G
1st-G的世界觀
擁有顯示文字所描述的力量、能使用文章內容能力之概念的世界。

以尼伯龍根之歌為原型，在Low-G與10th-G的位置相對於德國、神州世界對應論中為近畿地方（關西地方）。

被巨蛋狀的天空所覆蓋的圓桌型大地，星星依附在巨蛋的內側，太陽沿著地下的通道所循環。日夜以太陽的升降做為區隔，並無月亮的存在。

1st-G的大氣中有著分配文字的精靈存在，使得1st-G的居民可用文字來操縱自然現象，也可使物質的本質改變為文字所述。棲息生物因文字與言語的力量持續進化和突變。

因此，1st-G生物體內的基因皆有文字且擁有多樣的能力；也因此，其欠缺在1st-G以外的世界生存的能力。

其文化是名為瓦旦的王國及周邊的聚落所涵蓋的體制。雖然土地狹小，不過藉由文字與對話的操縱並沒有什麼不方便。

但是讓文字化為現實的這種概念概念容易造成意外，所以文書及歷史的記述由王族及專職者來擔任。

1st-G的概念戰爭
本身戰鬥力低下的1st-G將5th-G的機龍作為原型來開發屬於自身的機龍

但是1st-G的王妃於概念戰爭中因捲入戰事而死，因此1st-G的王決定遠離概念戰爭而試圖將與其他世界連結的門封鎖。

但是被古特倫公主與雷金所保護的齊格菲為搶奪格拉姆，將哈根老翁以外的王族及法布尼爾全數殲滅，並取走了格拉姆內存放的一半概念核，導致1st-G崩潰。

### 2nd-G
2nd-G的世界觀
持有使名稱的意義產生特殊能力之概念的世界。

以古事記、日本書紀為原型，在Low-G位於日本、神州世界對應論中為伊豆七島。

在虛無的空間中，由地心、地表、天空所構成一種筒狀構造，天體間的關係並不明確。

2nd-G的居民將概念核的自然抑制裝置放置於地心，為將2nd-G的巨型生物圈進行改造。

人種與日本人相同，以概念軸世襲制以及皇族為中心的體系。

姓名將一生跟隨著，無論經過多少次的變更，姓名所意味的能力都將一生跟隨著不會改變。

2nd-G的概念戰爭
雖然早已做好戰爭的準備，但由於炎龍八叉與概念核的失控造成危機，所以是最早向Low-G表示順從的G。

被燃燒殆盡的2nd-G向大城宏昌求救，流亡至Low-G的人以及追著八叉的人皆離開了2nd-G，最終2nd-G毀滅。

之後宏昌與2nd-G的技術人員共同開發荒王和十拳，最後以荒王的溶解以及自身的死亡，用十拳將八叉封印。

### 3rd-G
3rd-G的世界觀
持有將金屬活化與控制重力之概念的世界。

以希臘神話為原型，在Low-G位於希臘、神州世界對應論中為瀨戶內海。

在有限的天空中由無數的大陸所構成，古代有海洋存在，但在概念戰爭前就已被消滅了。

每個人皆持有經細分後的概念核，因為概念核的影響而擁有操縱自然的能力以及數千年的壽命。

分化的概念核在持有者死亡時會從本體移附到新生兒身上，3rd-G將概念核稱之為冥府並建築了名為冥府機構的抑制裝置。

少數的武神以及替代的自動人偶，由王族統治全大陸。

3rd-G的概念戰爭
雖然3rd-G具有各異世界中較強的技術，理論上這樣的科技足以取得勝利；但是戰爭當中許多人民戰死加上原因不明的生育率急速下降使得3rd-G戰力無法有效補充，與9th-G的戰爭也只摧毀了對方的一個大陸，未將對手完全殲滅。

為了取得勝利，宙斯幽禁了原來的國王克羅諾斯成為3rd-G新領導者，並將沒有生育能力的同胞肉體以及其他世界的俘虜用於武神的製作及改造、並計畫將當時確定仍具生育能力的瑞雅與預定生下的小孩（飛場美影）以生物複製的技術量產，以亂倫的生育方式增加3rd-G人口。

在得到優勢之後，3rd-G的人類將成為王族之時，宙斯順從了9th-G。但此時趁虛而入的飛場龍徹將宙斯及阿波羅殺害，並奪取一半的概念核，使得3rd-G毀滅。 

### 4th-G
4th-G的世界觀
擁有使植物動物化這種概念的世界。
為非洲神話的原型，與神州世界對應論相對應於九州地區。
位於3顆恆星中心的環狀大地進行自轉、大地被動物化的植物給覆蓋著、環狀大地的內側有河流流淌著。
生態系統的差異使其和大地交換資料，並使生態系統均一化。
並不存在著人類、但居住著動物化的植物（本編中的「草之獸」），並生活在穆可奇 (ムキチ) 的統制之下。
4th-G的概念戰爭
擁有強韌的生命力及治癒能力卻沒有戰鬥能力、但是持有著概念核的 (木龍穆可奇 (ムキチ) ) 下落不明，也可能已經被摧毀了，因此被概念戰爭排除在外。但是被佐山・薰發現，結果約定與之重疊時會由Low-G提供幫助，成功的完成交涉。因為薰的約束所影響，穆可奇 (ムキチ) 帶著眷属伴隨著希望與草之獸共同移住Low-G、因此4th-G滅亡。

### 5th-G
5th-G的世界觀
擁有物體的掉落方向由個人的意志決定之概念的世界。為美洲原住民的神話（實際上應該是墨西哥的神話才對），而Low-G相對於美國，在神州世界對應論與北海道相對應。
其大氣範圍充斥在宇宙中的2個行星間，早期將飛行技術應用其概念來往兩個行星間交流。
機龍也是製造的其中一部分，每個居住在這行星上的人類資會平均的分配資源。
其概念戰争就是將行星要塞化和將黑陽除掉，使行星的残骸散佈在世界各處。
其政治體系尚不明瞭，在行星被破壞後白創統率除了黑陽以外的全部機龍。
5th-G的概念戰爭
將資源行星作為防衛基地，居住行星為生産基地進行改造，主要戰力為黒陽和白創的製造。但是黒陽以「如果保護人類的武装送往基地會破壞和平」為理由將兩個行星破壞掉，於5th-G的人類為了避免滅絕而暴走了。白創率領剩餘的機龍和襲来的黒陽迎撃，5th-G的內亂。之後休特尔3 (ショートル3) 的墜落和Low-G的護國課和理查德．山德森 (リチャード・サンダーソン) 協力共同將黒陽撃墜。但是決戰是由Low-G主導、5th-G因此滅亡。

### 6th-G
6th-G的世界觀
擁有輪迴轉生概念的世界。為印度神話的原型 (印度教) ，Low-G和印度在神州世界對應論中與靜岡對應著。橫跨兩河流域而存在著「破壞」、「停滯」、「再生」這三種空間。生物生存在停滯空間中、死亡後靈魂會移動到破壞的空間，直到肉體在再生的空間重生後再回到停滯的空間。人種大多為黑人，其政治為民主主義且擁有許多的政治家。
6th-G的概念戰爭
為了因戰爭漩渦而破壞的空間，將金剛杵放置在每條河川上以安置「弗栗多 (ヴリトラ) (印度神話中的龍) 」。但是因為政治家們在死後又復甦過來再進行管理，民眾們發起了反對的內亂。人類終於意識到金剛杵和「弗栗多 (ヴリトラ) 」是「災難的象徴」，因而前往調査的出雲・將其全部壓制。之後全部被帶回Low-G因此6th-G便毀滅了。之後的全龍交渉，與10th-G的残黨協力參與G-Sp和V-Sw的強奪但被出雲・觉和風見・千里阻止了，自主用的試作型「弗栗多 (ヴリトラ) 」也被破壞了，因此歸順Low-G。

### 7th-G
7th-G的世界觀
以中國神話為原型
7th-G的概念戰爭

### 8th-G
8th-G的世界觀
8th-G的概念戰爭

### 9th-G
9th-G的世界觀
9th-G的概念戰爭

### 10th-G
10th-G的世界觀
10th-G的概念戰爭

### Low-G
Low-G的世界觀
本作的舞台，因持有負面概念以及毫無長處以被稱為最爛的世界。

以聖經為原型，且流傳著各G的神話及傳說。

宛如接收各G負荷的垃圾桶，被如此的輕蔑；卻成為概念戰爭中勝利的唯一現存的G。

本作現在，存在著由各G所來的流亡者，全都無條件的歸順於UCAT。

由於負面概念的活性化將導致自身的毀滅，所以經由全龍交涉使得所有正面概念解放以便解除危機。

Low-G的概念戰爭
當時尚未擁有概念的Low-G，以衣笠天恭的神州世界對應論為基礎開發地脈操作設備，將地脈與其它世界連接起來，在意外的情況下打開了與其他世界連結的途徑，然後取得機龍和武神的殘骸，並正式開始了屬於自己的概念戰爭。
同時日本UCAT成立了2nd-G、3rd-G的流亡者及其他G成員的八人技術調查小組，並以休爾特3為前鋒及5th-G的機龍群作為戰力；之後調查員們為奪取概念核，而將其他的G全數殲滅。

Top-G率領的五大頂與舊日本UCAT的約定決裂，那時所發生的衝突造成了關西大地震的發生。

### Top-G
Top-G的世界觀
與Low-G相聯的第十二個G，持有全數概念核的最高端世界。
人種存在與Low-G、10th-G以及一部分的9th-G人類相同。
和Low-G為完全相同的構造，為了仿造Low-G的人類而將性別轉換。
Top-G的概念戰爭
了解十個G的概念並與Low-G結下了各G衝突時的不戰條約，連40年代時的概念戰爭也不干涉。
日後，為負起最高位的職責而進行將全部的G整合的計畫，新庄由起緒與諾亞完成了概念創造技術。
但是1995年12月25日，抗拒Low-G崩壞的舊日本UCAT使諾亞體內的負面概念失控，以致Top-G的毀滅。

## 登場人物
聲優是文化放送電撃大賞的廣播劇以及其CD產品的配音員。

### 主要角色
佐山·御言（聲：平川大輔）
全龍交涉部隊交涉人與實質領導人。尊秋多學院二年級生、學生會副會長。
將來的夢想是成為反派角色，座右銘是「佐山這個姓以惡徒自居！」（佐山の姓は悪役を任ずる）。
如果聽到或想到有關親人的事情心絞痛會發作。小時於飛場道場鍛鍊，體術高強，參加過空手道全國大會，但決賽時左拳骨碎裂。
由於年幼時受到祖父佐山薰與師傅飛場龍徹兩位強大卻又偏差的力量影響，因此不太喜歡老人
但行為表現上受到其祖父的影響因此與正常人有些差異，展現出的言論以及行為讓佐山有著『全龍交涉部隊菌』、『佐山菌、』『佐山Ｇ』、『佐山病毒』、『天動型佐山宇宙』(但本人卻是以地動說構築以自己為中心的宇宙)等稱號、不知原因有著尻神信仰，並認為自己的守護精靈為尻之精靈「天狼星3世」
大部分時間帶著7th-G幻獸貘作為寵物。使用概念兵器聖喬治。
新庄·運切（聲：釘宮理恵）
全龍交涉部隊隊員，擔任前鋒掩護。尊秋多學院二年級學生會書記。
從小在深山中的奧多摩UCAT受教育的結果，因此對科技與常識的認知似乎停留在10至20年以前，因為沒有關於父母的記憶，而參與全龍交涉找尋過去，夢想是寫小說（小說於第七集中盤完成）。
最後似乎熟悉佐山御言的騷擾，成為對佐山吐槽（対佐山ツッコミ）的重要成員。
日間時身體為男性，夜間為女性，交換時間約上下午五時半至六時。
由於在UCAT登記身份只有運,所以就算是男性狀態也是用女性裝飾
在2nd-G故事表明曾為造不在場証據要求大城等人安排直升機
故初期以姊姊新庄運及弟弟新庄切兩個身份出現，於第二集下冊才告訴御言及全龍交涉部隊其他隊員。
使用兵器Ex-St。
出雲·覺（聲：谷山紀章）
全龍交涉部隊隊員，擔任前鋒。尊秋多學院三年級生、學生會會長。由於為歸國子女身分因此超齡入學，20歲
父親是IAI社長出雲烈，母親（已故）為10th-G神族後裔。由於具備10th-G神族加護因此具有強力防禦。
全龍交涉部隊色鬼其一，不過女友風見會在必要時以拳腳進行制裁。個人有毫不為自己好色找借口的性格，在其他人面前能大刺刺地發表自身的色鬼言論。
戀人是風見千里,跟她在學校宿舍同居,經常性地用他們倆者的關係吹噓。不過很快就會被風見以武力處理。
操作概念核兵器V-Sw。
風見·千里（聲：前田愛）
全龍交涉部隊隊員，擔任前鋒。尊秋多學院三年級生、學生會會計。
Low-G出身的一般人，在過去6th-G與10th-G的恐怖攻擊中捲入全龍交涉的事件中，最終取得概念核武裝的認同成為UCAT的一分子。
在尊秋多學院中因為有暴力行為(大樹老師論),在學校中所有男生對她都非常懼怕。
自稱在尊秋多學學生會幹事最正常的一位,不過旁人眼中其實沒有一個是正常人。
使用概念核兵器G-Sp2和X-Wi。
飛場·龍司
全龍交涉部隊隊員，專職對武神作戰，尊秋多學院一年級、學生會會計輔佐。
原屬自動車社，川原晚輩。武神荒帝操縱者，因出生因素曾在飛場道場鍛鍊過格鬥與武器戰技巧。
原先因其立場使用武神獨立戰鬥，在UCAT與3rd-G交涉結束納入全龍交涉部隊指揮。
全龍交涉部隊色鬼其二，由於溺愛美影的緣故經常做出跟蹤狂的舉動。
主要使用武神荒人改、荒帝，搭配概念核兵器神碎雷。
美影
全龍交涉部隊對武神作戰人員。荒帝持有者，平常與飛場龍司共同行動
瑞雅之子，被宙斯擄回3rd-G後發現無生育能力，因此被克羅諾斯改造將意識轉移至自動人偶。
克羅諾斯在自動人偶內裝設賦予機械進化成人類概念的賢石希望藉此製造出可以延續3rd-G血脈的人種，在解開心中芥蒂並取得完整概念核後逐步進化成人類。
鄧恩·原川（聲：岡本寛志）
全龙交涉部队对机龙作战人员。尊秋多学院二年级生、学生会副会长辅佐。
交谈时習慣称呼对方全名，是全龙交涉部队中难得的常识人，不過其常識大部分被消耗在同居的金髮惡魔身上，使得全龍交涉部隊在構成濃度上未有多大改善。
机龙山德斐洛駕駛員。
希欧·山德森
全龙交涉部队对机龙作战人员。中学生。
负责山德斐洛的辅佐操纵。

### 日本UCAT

#### 全龍交涉部隊相關人員
大城‧一夫（聲：丸山詠二）
IAI局長兼任日本UCAT全部長，戴著圓形眼鏡的老人，單親爸爸。人類史上少有的超級變態。
電腦中幾乎裝滿了日本成人遊戲，興趣是玩18禁遊戲以及蒐集美少女人偶與照片的色老頭。
後期開始對動畫有著高度興趣，雖然故事中多是色老頭形象，但是在過去曾是可以不顧親人性命冷靜的進行殲滅戰的一流領導者，不過現在外表似乎完全看不到這種過去。
大城‧至（聲：中井和哉）
全龍交涉部隊監督。大城一夫之子，身體瘦弱需要依靠拐杖行動的中年男子，時常帶著女侍打扮的Sf行動。
UCAT中生代少數殘留的人物，曾是黛安娜・索恩伯克的同事，在1995年阪神大地震二次災害中撤退時被負面概念波及，因此受到永久性傷害。與原川唯不同之處是負面概念仍不斷腐蝕其肉體，直接可見的影響是十年後其腳步已不良於行，必須仰賴輔助工具才可維持正常生活。
雖非五大頂，卻經歷UCAT空白期的所有過去並在UCAT存活至今，對世界不滿，因此決定對過去保持沉默，並以諷刺性的言語去譏嘲現今奮戰之人；故事終盤為了替UCAT人員爭取時間，以其權限啟動空白期於奧多摩UCAT內製造的對TOP-G之超兵器言詞鐵鎚迎戰全龍利維坦，戰死。
Sf（聲：鹿野優以）
大城至專屬，女侍打扮的德國製自動人偶。
由德國UCAT參考3rd-G量產型自動人偶技術製造，具有感情功能，除了厭惡蘇聯這點以外其他有關大城至以外的事情一切公平看待，但因經常出現作出有所爭議的言語以及行為，並讓週遭陷入究竟是德國製品還是日本規格的無限迴圈吐槽。
作為自動人偶的性能與3rd-G相近，同樣具備重力控制與概念空間收納機能，除了一般女僕用工具外亦攜帶了各式火器。
黎兒‧大樹
對外身分是擔任尊秋多學院外語教師的外國人，擔任佐山與新庄的班導與學生會顧問，同時全龍交涉部隊的概念探查、解析人員。10th-G的木精。
個性極度天然，遲到、忘東忘西是家常便飯。日文跟英文都不好的問題老師，不過因為老師完全不能依靠的危機感因此學生們反而自動自發的念書，算是意外的具有正面意義的反面教材。
希比蕾
全龍交涉部隊主通訊員、器材整備士。
美影原型，自我進化型自動人偶原型機，但是是以3rd-G的人類為進化目標，在修改後可操作瑞雅的武神
二戰時期護國科修復重損的荒人改時克羅諾斯轉交給UCAT的自動人偶，在概念戰爭結束後沉睡，在6th-G與10th-G的全龍交涉時風見千里在意外情形下將其再啟動。
羅貝多‧波德曼
全龍交涉部隊一般部門的協助與指揮人員，6th-G歸化第二代。
原美國空軍少校，最初為敵人，與10th-G合作襲擊UCAT。

#### 神田研究所
八號
沉睡於日本UCAT側3rd-G製自動人偶。在四號自我終結後成為神田研究所中的3rd-G自動人偶代表。
在3rd-G交涉結束後兼任大城一夫的生活管理女僕。
四號
日本UCAT側，3rd-G製的自動人偶的原代表。
於10年前正面概念流出時啟動，並率領當地自動人偶控制神田研究所，但由於跟人類的應對問題變得無法行動，之後由佐山薰交涉解決問題。
視薰為主人且仰慕他，一直等待他的後代 - 佐山御言的到來，在與佐山御言交涉完後，自我停止機能。

#### 初期日本UCAT，出雲航空護國科
衣笠‧天恭
在1940年代突然出現，並對日本政府與出雲航空技研提倡神州對應論，並證實異世界存在的單臂老人。
在他的領導下，出雲航空技研成立護國科，由他所率領的八大龍王在二戰期間結束了概念戰爭，戰後將護國課帶入UCAT並建立了衣笠書庫，建立運用異世界概念技術基礎的神祕人物。
為了封印神劫龍，開發逆封印技術，並做為完成封印的人柱而死 。
真實身分為1995年為了逆封印而卷入過去的佐山・淺犧。衣笠・天恭(IGASA AMAYAS)這個名字為佐山・淺犧(SAYAMA ASAGI)的顛倒。
佐山‧薰
八大龍王之一，毀滅4th-G、8th-G令概念戰爭勝利的重要人物，佐山淺犧養父、佐山御言祖父。在本篇故事開始之前已去世。
年輕時隸屬護國科，在生前將全龍交涉相關的知識與技術灌輸給年幼的佐山御言。
齊格菲‧索恩伯克（聲：銀河万丈）
尊秋多學院衣笠書庫管理員，毀滅1st-G的八大龍王。
被稱為「魔法師」的人物，戰後經過賢石延壽手術，因此仍具有強大戰力。
在護國科時代與飛場龍徹有著密切來往，概念戰爭結束後仍有互通信息，非常討厭理查・山德森。
在概念戰爭時，因毀滅1st-G遭到布蓮希兒・希爾特的怨恨，不過在全龍交涉後雙方經常因各種原因有所交流。
大城‧宏昌
大城一夫之父，毀滅2nd-G的八大龍王，同時也是優秀的技術人員，已故。
在東京大空襲過後視力嚴重衰退，與KASIMA為摯友。
為了封印2nd-G概念核[八叉]，在二戰末期製造荒王以及機殼劍十拳，於封印八叉時，在荒王的艦橋被八叉的怒火燒死。
飛場‧龍徹
飛場龍司祖父，毀滅3th-G的八大龍王。
在佐山御言幼年時教導其飛場流格鬥術的武術師傅，在奧多摩開設武術道場，有著紅色右眼的85歲老人。
同時也是概念戰爭時其操作武神「荒人」，紅色的右眼是由概念戰爭時戰死的瑞雅移植而來
為了讓飛場龍司脫離與3rd-G的全龍交涉，曾將荒人‧改讓渡給UCAT，換取飛場龍司不加入全龍交涉部隊仍可獨立作戰之權利
雖然飛場道場多次因全龍交涉的緣故全毀，但飛場龍徹本人仍無視此點拒絕進行與全龍交涉相關的戰鬥。
理查德．山德森
戰後美國UCAT派遣至日本UCAT的人員，操作機龍桑波特3毀滅5th-G的八大龍王
在5th-G準備進行全龍交涉之前與孫女希歐一同前往日本，在途中遭到黑陽襲擊，戰死
趙‧晴
日本UCAT醫療班班長，經過賢石延壽手術的東方風美女，毀滅7-thG之八大龍王。
在7th-G的意志下將協助7th-G將概念核濃縮為四龍寶玉，代價是耗盡賢石延壽所賦予之壽命，於第五集自然老死。
阿夫拉姆‧梅薩姆
日本UCAT實戰部部長，擁有阿拉伯人的褐色皮膚與外觀的老人
由於職務因素長時間駐留於奧多摩UCAT並多次與全龍交涉部隊合作，也是UCAT中為數稀少具備社會常識的正常人，已婚。
消滅9th-G的八大龍王之一，自稱虛偽的八大龍王。作戰能力上少數被9th-G概念核兵器B-sp認同的強者，不過實際上並未使用過此概念兵器，與消滅9th-G的現“軍隊”統帥赫吉有著無法抹滅的關連。
真實身分為9th-G之王サルバ，在概念戰爭中因家臣背叛重傷，傷重之時被身為醫生的阿夫拉姆所救，而後阿夫拉姆戰死，サルバ因此繼承阿夫拉姆之名消滅了9th-G，並迎娶了他生前的未婚妻。
出雲‧全
出雲烈的生父，出雲覺的祖父，消滅6th-G與10th-G的八大龍王。
故事開始之前已故，由於6th-G與10th-G已交涉完成因此對其生平一切不明，不過在他的墓地供奉著各式色情書刊。

#### 舊日本UCAT
佐山‧淺犧
佐山御言之父，已故。
遺留聖喬治給佐山御言。
佐山‧諭命
佐山御言之母，已故。
遺留聖喬治給佐山御言。
出雲・烈
原UCAT局長，現任IAI社長兼日本UCAT前副部長。
月讀‧有人
月讀‧史弦之夫，已故。
原日本UCAT開發部主任，於關西大地震去世。

### 1st-G
布蓮西兒‧希爾特（聲：豐嶋真千子）
1st-G遺民，尊秋多學院三年級生、美術社社長。
長壽族少女，帶著使魔黑貓與撿來的小鳥，為了監視齊格菲，進入尊秋多學院。
黑貓
布蓮西兒‧希爾特的使魔。Low-G出生的貓。
小鳥
布蓮西兒撿到並保護的野生幼鳥，使她與齊格菲和解的功臣，常待在布蓮西兒的頭頂。
哈根老翁（聲：阪脩）
市街派首領。與法布尼爾改合為一體，1st-G國王之弟 - 雷金的哥哥。
為原先1st-G的冥界管理者、鎮魂之曲刃持有者，為了在Low-G維持市街派的生存，與法布尼爾改合為一體。
採取漫長且和平的路線，曾率領全軍襲擊運輸機奪取格拉姆，是少數了解齊格菲過去的人。
法佐特
1st-G半龍居留地的領導人。說書人。1st-G全龍交涉的事前交涉對手。
自斷雙翼作為臣服Low-G的証明，他與一部份的倖存者被諷刺為「只希望自保的軟弱者」，不過本人自稱從未失去1st-G的驕傲
由於長壽，所以了解大城・一夫和新庄・運切小時候的事情。
法夫那（聲：竹本英史）
市街派主力。青年般的領導性格。半龍法佐特的兒子。
穿梭於黑暗中的半龍，即能在黑暗中移動自如，對父親有很偏激的反抗個性。
作為不曉得故鄉的1st-G歸化第二代，卻以身為1st-G的居民自滿不已。
1st-G的全龍交涉中，與出雲‧覺交戰，兩翼被斬落敗。之後回到了爸爸的身邊。
古特倫公主（聲：小山裕香）
佛旦王國的第一公主，已故。
被在概念戰爭中心靈受創的國王疏遠，與雷金一同生活。之後奈茵受齊格菲的保護，4人曾有一段時間一同生活。
為保護齊格菲被失控的法布尼爾擊中，身負致命傷，之後疏散殘留的民眾到Low-G後死去。
雷金
是位賢者以及遠近馳名的人物，1st-G國王的弟弟，已故。
當時替奈茵與齊格菲的身分做擔保，之後與疑似侵略者的齊格菲過著如同家人般的生活。
不過後來齊格菲背叛，與機龍法布尼爾合為一體，交戰不敵被殺，並被奪走法布尼爾擁有的概念核。
但實質上是放置於機龍內的概念核產生排斥作用，法布尼爾失控，齊格菲將之擊敗。
而為避免1st-G的概念核隨世界自我崩壞，古特倫公主請求齊格菲將概念核帶到Low-G。

### 2nd-G
鹿島‧昭緒
日本UCAT開發部主任，擁有2nd-G最高軍神的姓。
過去製作最強的機殻劍（布都御魂）的實驗時發生事故，開始嫌棄自己的力量，並且與事故中受傷但不知情的鹿島奈津結婚。
與2nd-G的全龍交涉中面對過去的錯誤，進而覺悟。極度愛家的笨爸爸。
月讀‧史弦
現任日本UCAT開發部部長，2nd-G皇族，為月讀京的母親。持有概念兵器月天弓。
擁有能控制月光的姓，與月天弓一同使用的情況下，為2nd-G最強戰力。
熱田‧雪人
日本UCAT開發部警備班所屬人員，擁有2nd-G劍神的姓。鹿島‧昭緒的老朋友。
承襲劍神之姓氏，使用劍類武器作戰方面具有2nd-G內首屈一指的戰鬥力。與田宮・遼子在學生時代是同學關係，雖然喜歡對方，但遼子對他的印象只有「每次見面會給我糖吃的好人」，完全感覺不到對方的其它思緒。由於遼子頃心佐山‧淺犧之故，因此對佐山一家大致有些印象
他的歌於UCAT內被視作一種禁忌，更可說是秘密武器。
使用概念兵器布都御魂
鹿島・奈津
鹿島‧昭緒的老婆、鹿島‧晴美的媽媽。原姓高木。
Low-G的普通人，過去曾捲入昭緒引起的事故導致肢體殘缺，並罹患重度的降雨恐懼症。
對昭緒有隱瞞一些事情，為此懷有罪惡感。父親是專攻日本神話的教授，並有出版繪本。
鹿島‧晴美
鹿島‧昭緒與鹿島・奈津的女兒，2nd-G與Low-G歸化第三代，昭緒溺愛的對象
鹿島夫妻
鹿島・昭緒的雙親，均為2nd-G人。與飛場‧龍徹是務農的同伴
捨棄鍛冶刀劍，轉往務農生活。稱鹿島・奈津為『小奈』，十分溺愛。
KASIMA
鹿島・昭緒的祖父，與大城‧宏昌被視作是狗與猴子的關係。
拒絕歸化Low-G，一生從未用漢字作為姓名，但使用宏昌幫他取的片假名。於昭緒學生時代去世。

## 登場人物的世系
由於出場人物眾多，且親族之間關係複雜，作此表以助於理解。

### 佐山家
|  |  | 薰   |      |      |      |      |      |  |  |      |      |      |      |      |      |  |  |
|  |  |      |      |      |      |      |      |  |  |      |      |      |      |      |      |  |  |
|  |  | 淺犧 | 淺犧 | 淺犧 | 淺犧 | 淺犧 | 淺犧 |  |  | 喻命 | 喻命 | 喻命 | 喻命 | 喻命 | 喻命 |  |  |
|  |  | 淺犧 | 淺犧 | 淺犧 | 淺犧 | 淺犧 | 淺犧 |  |  | 喻命 | 喻命 | 喻命 | 喻命 | 喻命 | 喻命 |  |  |
|  |  |      |      |      |      |      |      |  |  |      |      |      |      |      |      |  |  |
|  |  |      |      |      |      | 御言 |      |  |  |      |      |      |      |      |      |  |  |

### 大城家
|  |  | 宏昌 |      |      |      |      |      |  |  |        |        |        |        |        |        |  |  |
|  |  |      |      |      |      |      |      |  |  |        |        |        |        |        |        |  |  |
|  |  | 一夫 | 一夫 | 一夫 | 一夫 | 一夫 | 一夫 |  |  | 美代子 | 美代子 | 美代子 | 美代子 | 美代子 | 美代子 |  |  |
|  |  | 一夫 | 一夫 | 一夫 | 一夫 | 一夫 | 一夫 |  |  | 美代子 | 美代子 | 美代子 | 美代子 | 美代子 | 美代子 |  |  |
|  |  |      |      |      |      |      |      |  |  |        |        |        |        |        |        |  |  |
|  |  |      |      |      |      | 至   |      |  |  |        |        |        |        |        |        |  |  |

### 鹿島家
|  |  | KASIMA  |         |         |         |         |         |      |      |         |         |         |         |         |         |      |      |      |      |  |  |
|  |  |         |         |         |         |         |         |      |      |         |         |         |         |         |         |      |      |      |      |  |  |
|  |  | 昭緒 父 | 昭緒 父 | 昭緒 父 | 昭緒 父 | 昭緒 父 | 昭緒 父 |      |      | 昭緒 母 | 昭緒 母 | 昭緒 母 | 昭緒 母 | 昭緒 母 | 昭緒 母 |      |      |      |      |  |  |
|  |  | 昭緒 父 | 昭緒 父 | 昭緒 父 | 昭緒 父 | 昭緒 父 | 昭緒 父 |      |      | 昭緒 母 | 昭緒 母 | 昭緒 母 | 昭緒 母 | 昭緒 母 | 昭緒 母 |      |      |      |      |  |  |
|  |  |         |         |         |         |         |         |      |      |         |         |         |         |         |         |      |      |      |      |  |  |
|  |  |         |         |         |         | 昭緒    | 昭緒    | 昭緒 | 昭緒 | 昭緒    | 昭緒    |         |         | 奈津    | 奈津    | 奈津 | 奈津 | 奈津 | 奈津 |  |  |
|  |  |         |         |         |         | 昭緒    | 昭緒    | 昭緒 | 昭緒 | 昭緒    | 昭緒    |         |         | 奈津    | 奈津    | 奈津 | 奈津 | 奈津 | 奈津 |  |  |
|  |  |         |         |         |         |         |         |      |      |         |         |         |         |         |         |      |      |      |      |  |  |
|  |  |         |         |         |         |         |         |      |      | 晴美    |         |         |         |         |         |      |      |      |      |  |  |

## 概念
所謂的概念，是指各種事物表象的原因，就是『理所當然的現象』，概念影響下可支配物理法則，改變既有常識的能力。
概念核
形成Ｇ的核心，且為最強大的概念塊。又稱母體概念(ぼたいがいねん)、正面概念(プラス概念)。
最初由『渾沌』之中而生，而各概念發展凝聚之後形成了各個Ｇ，全部有10種，這也是各Ｇ世界觀的由來。
有強大的力量以及自我意識，而且會選擇自己的主人。目前大多數的複製概念都是由概念核之中，劣化複製而來。
負面概念
形成Low-G世界的概念。是相對於正面概念的概念，具有毀滅一切事物的力量。
相對於其他10個概念核，Low-G的負面概念並未落入其他Ｇ之中。
2005年12月25日活性化，預測到時會毀滅Low-G內的所有事物。
概念空間
根據概念覆寫、構築的空間。
若生物進入概念空間，腦內則會接收到概念條文。作為要覆寫的空間，絕大多數是除了植物以外，生物出沒較少的地方。
對於內部已有的概念，可以再追加。順帶一提，基於同樣的理由，構築生物不可的原因多半是因為其可變性。
概念條文
進入概念空間的生物，腦內會聽見概念的效果內容。
聲音與本人相同。可聽見的內容表示其在概念空間內比較強烈，但過於微弱聽不見的內容，在大量匯集後有增強的效果。

## 概念兵器
概念兵器為將概念放置於戰鬥用機械之中發揮效果的武裝總稱，在這理論前提下，包括武神、機龍、自動人型都視為概念兵器的一種。

為了妥善控制概念的力量以防失控，大多數概念兵器皆以「機殼（カウル）」作為外裝，內部放置概念

而將概念核放置於機殼內的稱為「概念核兵器」，由於具備構築世界的概念力量，因此不需要賢石燃料即可使用強大的力量。

### 機殼武器
冠有機殼之名的概念兵器在一開始製造時即設定作為戰鬥用，根據機殼的強度與設計設定輸出威力與發動能力的方向性。

武器型態十分多樣化，小說中所出現的總共有六種形式：機殼劍、機殼槍、機殼杖、機殼鐵鎚、機殼弓、機殼銃（意指火藥兵器類的槍枝）

#### 機殼劍
劍型態的概念兵器總稱，故事中最常出現的武器類型。
V-Sw
出雲覺專用武裝，內藏6th-G概念的概念核兵器，具有獨立意識的白色巨劍。
- 第1形態（通常形態）／巨劍
- 第2形態／可發動光刃與加速用光之推進器的巨劍
- 第3形態／以輪迴轉生的力量破壞萬物・並進行再構成的炮
- 第4形態（最終形態）／最大出力可產生超過500公尺長的巨大光劍

格拉姆
1th-G製長劍型機殼劍，被稱為「聖劍」，並納有一半1th-G概念核的概念核兵器，
重量約3公斤，內部近乎全空，藉由1th-G的文字設定將內部空間拓展為7000倍並書寫了1th-G之概念。
在第一集結局中藉著擊敗法布尼爾改獲得另一半的1th-G概念核。
十拳劍
由2nd-G與Low-G共同開發的長劍型機殼劍，擁有「神劍」之名的2th-G概念核兵器
由大城・宏昌主導開發，作為封印失控的2th-G概念炎龍八叉而製，鍛入2th-G存在的所有姓氏的鐵片打造而成，在概念戰爭後封印在荒王的艦橋內。
布都御魂
以2nd-G概念為底，Low-G製作的機殼劍。
鹿島‧昭緒過去開發之機殼劍，『斬切』為名字的由來，於2nd-G概念下可切斷所有事物。
過去由於其過於強大的力量，使得鹿島・奈津捲入它所引起的崩落事故。
事故後損壞，一直封印於UCAT第三製作室中；爾後鹿島在2nd-G的全龍交涉中將其修復並完成。
火迦具土/武雷劍/阿武先生
以2nd-G概念為底，Low-G製作的機殼劍。於2nd-G概念下可放出火、雷、水。

#### 機殼槍
長槍型態的概念兵器總稱，故事中登場數量極少，但多具有隱藏的強大性能。
G-Sp2
通稱『神槍』。內藏10th-G概念的概念核兵器，風見‧千里的專用武器。
- 第1形態（通常形態）／長槍
- 第2形態／肩背式的長距離大砲

- 第3形態／解放神劫龍後可變成一段時間的小型飛行艇
- 第4形態（最終形態）／神劫龍解放狀態下所形成的巨槍 -「真大神槍（タイタニックランス）」。

G-Sp
概念戰爭時代開發的10th-G製機殼槍，G-Sp2的前身。

#### 機殼仗
仗型態的概念兵器總稱，其功能較接近火箭砲
Ex-St
Low-G製概念兵器。新庄・運切的專用武器。
以砲塔的定位，變換不同的砲擊種類，使其適用於各種概念之下。
會依使用者的意識調整出力，甚至不惜自毀以達到使用者的要求。

#### 機殼弓
弓型態的概念兵器總稱，此種類僅有月天弓。
月天弓
2nd-G皇族專用武器，使用者為月讀‧史弦。
超過2公尺長的巨型弓，以月讀之姓收集月光，集束射擊，拉滿弓狀態下可蓄力射擊。
原設計其應用於概念戰爭中，但實際上並無使用到。前持有者是月讀‧有人。

#### 機殼銃
槍枝型態的概念兵器總稱，並於特別突出之處，作為廣泛應用的一般性武器。
- 1st-G王城派使用以1st-G概念為基礎架構，可將書本作為彈藥的槍枝。

### 其他兵器

#### Low-G製
X-Wi
以10nd-G概念為底製作的飛行用概念兵器。風見‧千里專用。
內藏『光即是力量』的概念，少數可於概念空間中自行展開的概念兵器。
荒王
以2nd-G概念為底，Low-G製作身高500公尺的超巨大機械人。。
炎龍八叉封印專用，美影作為其控制中樞搭乘在上面，艦橋於封印八叉時被燒毀。

#### 1st-G製
鎮魂之曲刃
1st-G冥界管理者專用的概念兵器，大型鐮刀狀。可將冥府與現世的分界切開，並能與死者對話，於戰鬥時可藉此行為進行召喚。
原為哈根老翁所有，但他與法布尼爾改融合後，將之交付給布蓮西兒‧希爾特(小時名：奈茵)

#### 3rd-G製
神碎雷
3rd-G的概念核兵器，使用者為荒帝。封入了3rd-G一半的概念核，對堤豐的專用兵器。

### 賢石
所謂的賢石，即是封入了概念的結晶體總稱。可改變持有者的自體母弦振動，進而使用概念。故事中多作為概念兵器的燃料用。

### 自動人偶
3th-G文明象徵的一種，與人類高度相仿的仿生人。為了彌補3rd-G人類勞動力不足因此在其概念對應下開發出來的產物。
自動人偶的大部分外表為女僕型式，不具備感情，但拥有思考能力，可以在自身意識下作出決定，其存在的最高目的是為了服務人類甚至是特定主人以達成他們的期望。同型號的自動人偶具備共通記憶的特殊能力。
Low-G中對於自動人偶的生產技術較為先進者為英國與德國UCAT。

### 武神
3th-G文明象徵的一種，身高約8公尺的機械人。原本設計目的是為了強化人類的運動性，在概念戰爭時期裝上武器進行戰鬥，大部分裝有翅膀可以飛行，3th-G製武神搭乘者可與武神一體化增強戰力，也可用遙控操作，雖然與機龍相比戰力較差，但是一體化可以解除也可以用遙控，操作相對安全許多，也比較多用途。
荒人、荒人・改
3th-G製標準型武神，在概念戰爭時期被護國科擄獲改造並成為飛場龍徹的專用機
不過在決戰時受到嚴重損壞，戰爭結束後UCAT回收並改造為荒人・改，在全龍交涉時期由飛場龍司搭乘
與Top-G交涉時與長田龍美遙控的改造型提豐交戰，全毀。
荒帝
堤豐後備機，收藏在飛場美影概念空間中的黑色武神。在3rd-G毀滅前克羅諾斯以荒人設計改良並自身肉體製造的武神，依照飛場美影的意志出現，並可與飛場龍司一體化。依照美影在故事中逐步進化，荒帝也逐步增加武裝甚至增加遙控操作功能，裝備3th-G概念核兵器神碎雷
堤豐
裝備3rd-G概念核作為動力的白色武神，3rd-G王族專用機
因為操作者特性及概念核力量，的提豐可進行小規模的時間控制，將「防禦迴避的時間」以及「轉移至攻擊到對手死角並準備攻擊」的時間通通代換成「瞬間攻擊」的力量
在3rd-G全龍交涉結束後依照契約移交給軍隊，改裝成遙控型武神後交由長田龍美使用。
白銀武神
原本瑞雅用的武神，與宙斯戰鬥時遭到重創操縱者也因此戰死，後UCAT回收修改為遙控型式，全龍交涉時由希比蕾運用
3rd-G殘黨用武神
3rd-G殘黨所使用的量產型綠色武神，全部由伊茉拉2nd遙控

### 機龍
由5th-G開發的龍型機械，堪稱概念戰爭時期最強的單人概念兵器。不過為了維持戰鬥能力，搭乘者在與機龍進行同化操控後即與機龍一體，無法分離；除了5th-G以外，1th-G、Low-G、Top-G也有使用機龍，其中Top-G為直接複製5th-G概念獲得技術，其餘G是由機龍殘骸反向工程複製而成，Low-G的機龍因考慮到駕駛者因此是採用駕駛艙操作，戰力相對較差，9th-G據說也曾經有過機龍，但在概念戰爭與全龍交涉時期皆未出戰。
法布尼爾・法布尼爾改
1th-G製陸上戰鬥用機龍，擅長射擊與高速近距離陸上格鬥。法布尼爾在1th-G測試時失控被齊格菲・索恩伯克摧毀
法布尼爾改吸取戰鬥經驗裝備了2具動力爐，其中一具由1th-G的一半概念核製成，因此被擊毀1具仍能維持戰力。

## 出版書籍
| 冊數 | 標題                   | 角川書店       | 角川書店               | 台灣角川       | 台灣角川              | 頁數  |
| 冊數 | 標題                   | 發售日期       | ISBN                   | 發售日期       | ISBN                  | 頁數  |
| ---- | ---------------------- | -------------- | ---------------------- | -------------- | --------------------- | ----- |
| 1    | 終焉的年代記 (1)＜上＞ | 2003年6月10日  | ISBN 978-4-84-022389-8 | 2007年12月29日 | ISBN 978-986-174522-0 | 392p  |
| 2    | 終焉的年代記 (1)＜下＞ | 2003年7月10日  | ISBN 978-4-84-022407-9 | 2008年3月24日  | ISBN 978-986-174636-4 | 456p  |
| 3    | 終焉的年代記 (2)＜上＞ | 2003年10月10日 | ISBN 978-4-84-022493-2 | 2008年10月16日 | ISBN 978-986-174858-0 | 392p  |
| 4    | 終焉的年代記 (2)＜下＞ | 2003年11月10日 | ISBN 978-4-84-022515-1 | 2008年12月20日 | ISBN 978-986-174931-0 | 488p  |
| 5    | 終焉的年代記 (3)＜上＞ | 2004年4月10日  | ISBN 978-4-84-022654-7 | 2009年8月22日  | ISBN 978-986-237213-5 | 392p  |
| 6    | 終焉的年代記 (3)＜中＞ | 2004年6月10日  | ISBN 978-4-84-022698-1 | 2009年10月24日 | ISBN 978-986-237313-2 | 390p  |
| 7    | 終焉的年代記 (3)＜下＞ | 2004年7月10日  | ISBN 978-4-84-022731-5 | 2009年12月25日 | ISBN 978-986-237455-9 | 488p  |
| 8    | 終焉的年代記 (4)＜上＞ | 2004年12月10日 | ISBN 978-4-84-022884-8 | 2010年7月21日  | ISBN 978-986-237761-1 | 504p  |
| 9    | 終焉的年代記 (4)＜下＞ | 2005年1月10日  | ISBN 978-4-84-022913-5 | 2010年9月25日  | ISBN 978-986-237829-8 | 520p  |
| 10   | 終焉的年代記 (5)＜上＞ | 2005年6月10日  | ISBN 978-4-84-023062-9 | 2010年12月25日 | ISBN 978-986-237969-1 | 520p  |
| 11   | 終焉的年代記 (5)＜下＞ | 2005年7月10日  | ISBN 978-4-84-023081-0 | 2011年4月29日  | ISBN 978-986-287115-7 | 584p  |
| 12   | 終焉的年代記 (6)＜上＞ | 2005年11月10日 | ISBN 978-4-84-023213-5 | 2011年10月26日 | ISBN 978-986-287343-4 | 584p  |
| 13   | 終焉的年代記 (6)＜下＞ | 2005年11月10日 | ISBN 978-4-84-023214-2 | 2011年12月27日 | ISBN 978-986-287464-6 | 616p  |
| 14   | 終焉的年代記 (7)       | 2005年12月10日 | ISBN 978-4-84-023240-1 | 2012年12月22日 | ISBN 978-986-325090-6 | 1096p |

## 脚注
1. ↑  . （原始内容存档于2014-07-14）.
2. ↑  .   [2014-06-10]. （原始内容存档于2016-03-04）.

## 外部連結
- 川上稔作品大全 （页面存档备份，存于）（日語）
- 「終わりのクロニクル」イメージサウンドトラックシリーズ : TEAM LEVIATHAN CHRONICLE / 全竜交渉部隊戦闘記録（日語）